# Д’Элия, Сильвина
Мария Сильвина Д’Элия (исп. María Silvina D'Elía; род. 25 апреля 1986 года в Мендосе) — аргентинская хоккеистка на траве, защитница клуба ГЕБА. Игрок сборной Аргентины в 2003—2015 годах. Серебряный призёр летних Олимпийских игр 2012 года, чемпионка мира 2010 года, пятикратная победительница Трофея чемпионов. Отмечена наградами со стороны министерства спорта Аргентины.

## Спортивная карьера
Воспитанница клуба ГЕБА («Гимнасия и Эсгрима де Буэнос-Айрес»), до 2007 года выступала за команду «Мариста», с 2007 года представляет клуб ГЕБА. С 2007 по 2013 годы бессменно выигрывала титулы чемпионки Аргентины в составе клуба. Выступает в клубе под номером 29.
В сборной Аргентины провела 219 игр, играла преимущественно под номером 25. Является обладательницей серебряной медали Олимпиады-2012 года в Лондоне, чемпионкой мира 2010 года, пятикратной обладательницей Трофея чемпионов (2008, 2009, 2010, 2012 и 2014), серебряным призёром Панамериканских игр 2015 года. Из сборной Аргентины ушла в начале 2015 года по причине разногласий между Аргентинской конфедерацией хоккея и рядом игроков сборной.